# Clematis paniculata
Clematis paniculata är en ranunkelväxtart som beskrevs av Johann Friedrich Gmelin. Clematis paniculata ingår i släktet klematisar, och familjen ranunkelväxter. Inga underarter finns listade i Catalogue of Life.

## Bildgalleri

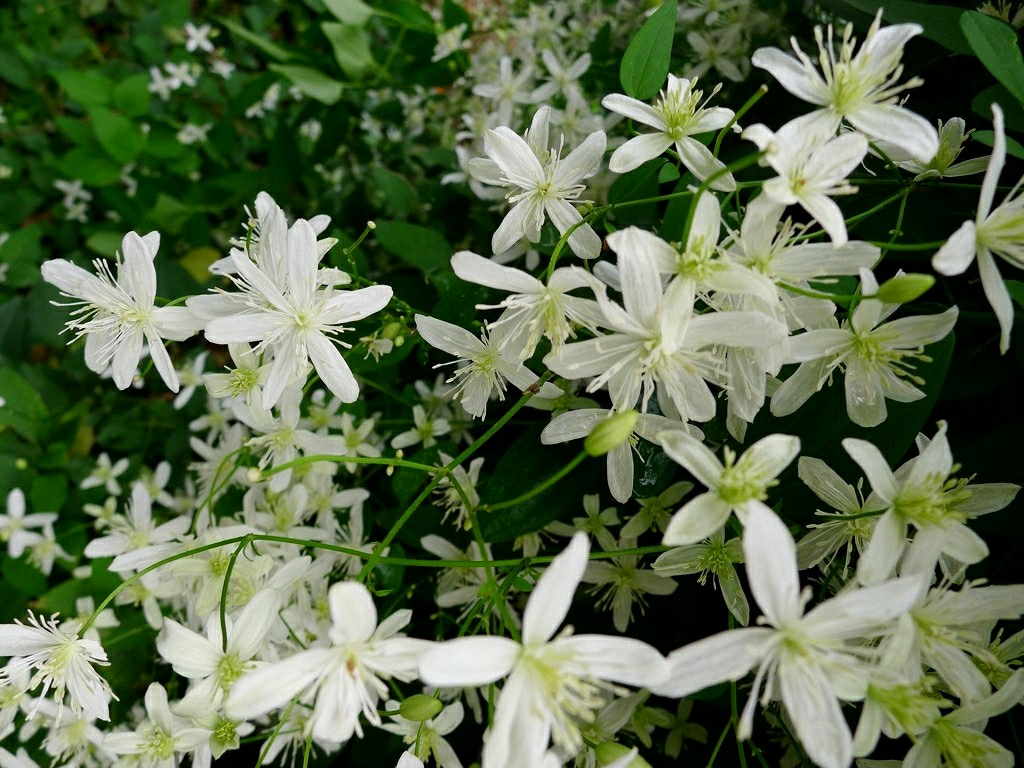
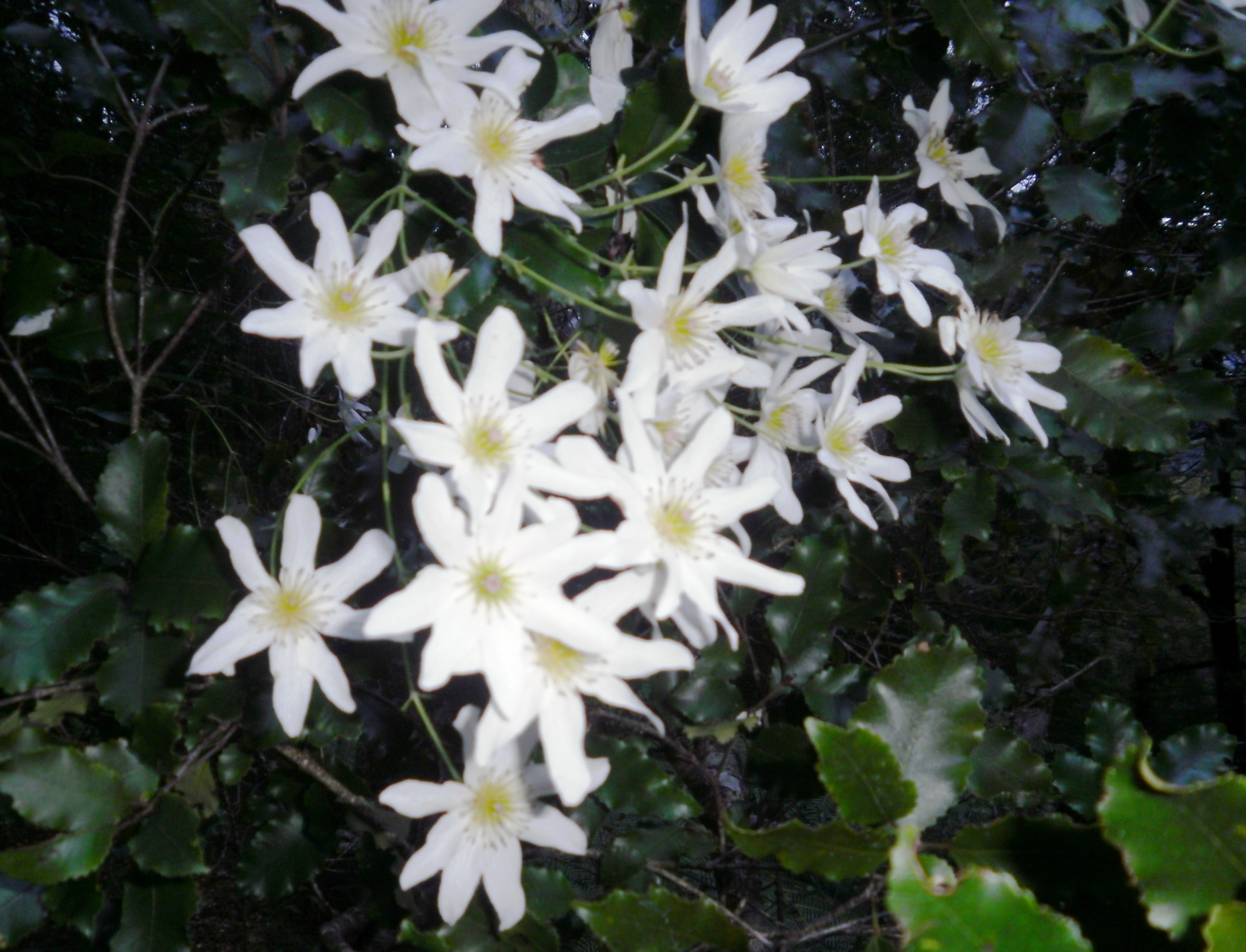
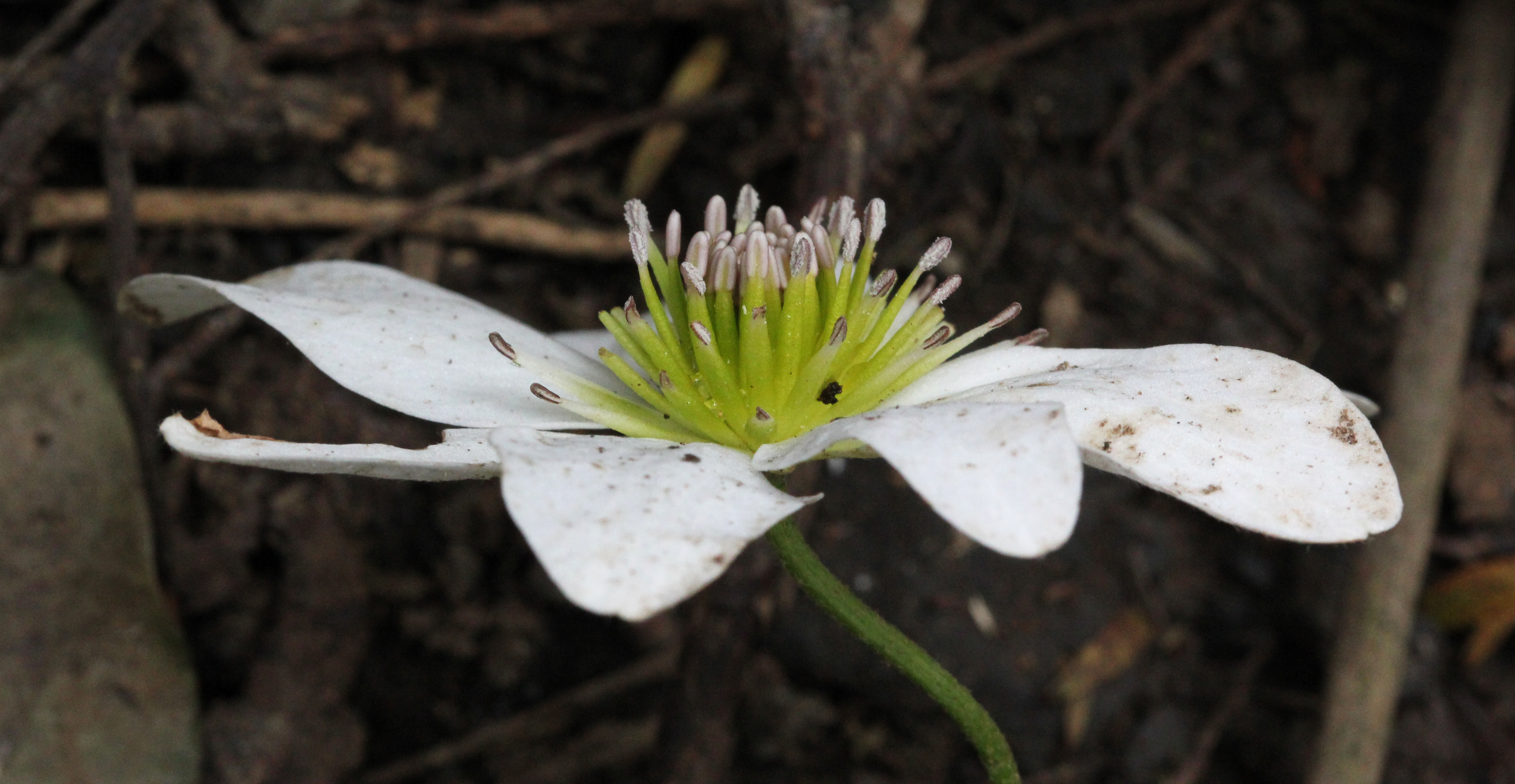
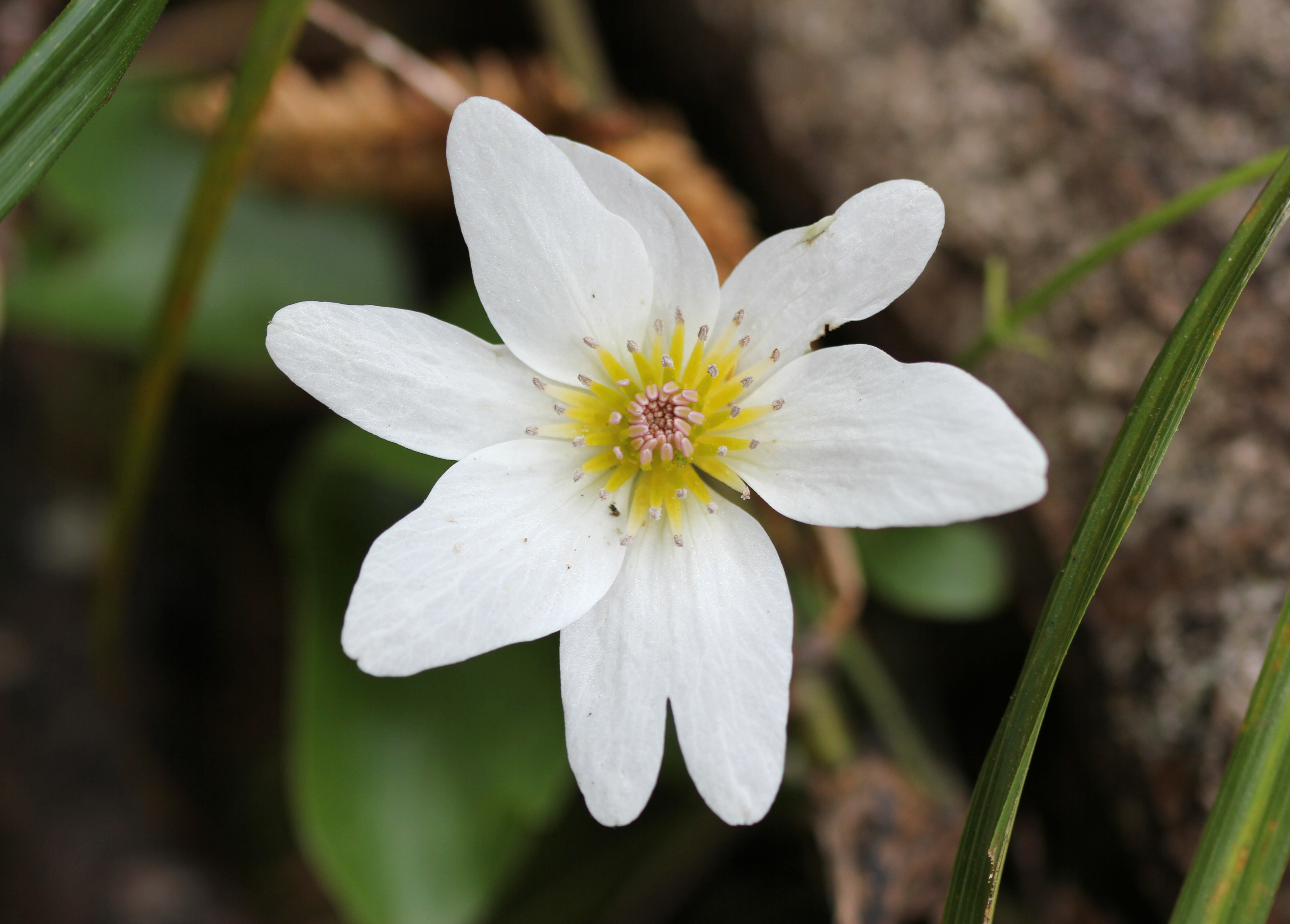